# NGC 6395
NGC 6395 је спирална галаксија у сазвежђу Змај која се налази на NGC листи објеката дубоког неба.
Деклинација објекта је + 71° 5' 50" а ректасцензија 17h 26m 31,0s. Привидна величина (магнитуда) објекта NGC 6395 износи 12,2 а фотографска магнитуда 12,9. Налази се на удаљености од 22,419 милиона парсека од Сунца. NGC 6395 је још познат и под ознакама UGC 10876, MCG 12-16-39, CGCG 339-44, IRAS 17272+7108, PGC 60291.